# Associação Atlética Santa Ritense
A Associação Atlética  Santa Ritense é uma agremiação esportiva do município de Santa Rita do Passa-Quatro, interior do estado de São Paulo. Fundada em 25 de janeiro de 1927, suas cores são vermelha e branca.
Seu maior rival é a Sociedade Esportiva Cinelândia, com quem disputa o Derby Santa Ritense.

## História
A Associação Athletic Santa Ritense foi fundada em 25 de janeiro de 1927 por um grupo de italianos que trabalhavam na indústria da cidade. Durante alguns anos, o clube disputou a Quarta Divisão do Campeonato Paulista de Futebol, em 1964, 1965, 1977, 2002, 2003 e em 2004. 
Disputou a Terceira Divisão pela primeira vez em 1970, e disputou com times brilhantes no final da década de 70 e inicio da década de 80, com craques como o goleiro Beto Barioni, os zagueiros Taia e Ciro, o meia Fernando Rani, o ponta Maurinho, e o grande expoente Escovão (Fausto Camillo).
Em 1999 e em 2000, o clube disputou a Série B1-B (quinta divisão do futebol paulista, sem equivalência no sistema atual). No ano de 2001, disputando novamente a quinta divisão paulista (agora com o nome de Série B2) a Santa Ritense conquistou o acesso, superando equipes tradicionais do futebol paulista, tais como Monte Azul, Guarujá, Guaratinguetá, União Suzano, entre outras. Em 2002, disputou a Série B1 (quarta divisão paulista), onde foi eliminada na primeira fase, terminando o campeonato na 8º colocação do Grupo 1. Em 2003 fez uma boa campanha na primeira fase da Série B1, terminando na 2ª colocação do Grupo 1 e conquistando a classificação para a segunda fase decisiva da competição. Porém, por não conseguir mandar seus jogos em um estádio com capacidade superior a 5.000 torcedores para a disputa da segunda fase, a equipe acabou tendo sua classificação anulada e repassada para o 5º colocado Velo Clube, que havia sido eliminado. Em 2004, fez uma boa campanha na primeira fase, terminando na 2ª colocação do Grupo 2 da B1 e se classificando para a fase decisiva, mas não conquistando o acesso. No ano seguinte, a equipe se licenciou do futebol profissional.

## Associação Shop
Com um plano de aproximar o torcedor de seu clube, a Direção do clube lancou a nova rede de lojas oficiais, inalgurada em 2014. A loja fica localizada em frente ao estádio de futebol. O plano em 10 anos é ter mais de 10 lojas pelo estado.

## Curiosidade
O clube já teve vários craques, entre eles o zagueiro Titi, e também Nilson, que nasceu na cidade e atua na Europa.

## Títulos
| Municipais               | Municipais | Municipais                                            | Municipais |
| Competição               | Títulos    | Temporadas                                            |            |
| ------------------------ | ---------- | ----------------------------------------------------- | ---------- |
| Campeonato Santarritense | 9          | 1994 ,1998,1999 ,2002,2003,2005,2009,2011, 2013, 2017 |            |
| Copa Missiato            | 3          | 2012 2015, 2017                                       |            |
| Supercopa dos Campeões   | 5          | 1995, 1999, 2012, 2014, 2018                          |            |

## Estatísticas

### Participações
| Competição         | Temporadas | Melhor campanha    | Anos                             | A | R |
| Série A3           | 11         | Sem dados          | 1970-1971, 1975-1976 e 1980-1986 | – | ? |
| Segunda Divisão    | 6          | Sem dados          | 1964-1965, 1977 e 2002-2004      | – | – |
| Série B2 (extinta) | 3          | 4º colocado (2001) | 1999-2001                        | 1 | – |